# Agregador
Un agregador o agregador de notícies és un tipus de programari que permet recuperar sindicació de continguts web mitjançant formats com RSS, Atom o d'altres en format XML. Aquest tipus de continguts són publicats per weblogs, podcasts, blogs, i webs. Els agregadors redueixen els temps necessari i l'esforç destinat a trobar les notícies que s'han renovat, creant un espai únic d'informació o "diari personal". Un agregador és capaç de subscriure a un "feed", buscar nous continguts en uns intervals determinats per l'usuari, i recuperar els continguts desitjats. L'acció d'accedir als continguts de vegades es descriu com ser "estirats" o "sol·licitats" (pull) pel subscriptor, en lloc de ser "empesos" (push) pel servidor. Els agregadors es poden fàcilment treure de la subscripció a la que estan sotmesos. El gener de 2008 hi havia una vintena d'agregadors relacionats amb Catalunya.

## Funcionalitat
Les noves característiques dels agregadors s'han anat construint de manera gradual en portals com ara My Yahoo! i Google, en navegadors web com ara Mozilla Firefox, Safari, Opera; programes pel tractament del correu electrònic com ara: Microsoft Outlook, i altres aplicacions com ara iTunes que també serveix com a agregador de podcast.
L'agregador permet una bona visió dels continguts en una simple interfície d'un navegador web o una aplicació escriptori. Aquestes aplicacions són referides com a "lectors de RSS", "lectors feed", "agregadors feed" o "lectors de notícies", tot i que dintre de les comunicacions d'Internet, l'últim terme utilitzat va ser el primer.
Un website pot incorporar les característiques de l'agregador mitjançant republicant el mateix contingut però de manera sindicada o en pàgines a part. Les característiques de l'agregador també poden ser incorporades en un altre programari-client, incloent navegadors d'internet, clients de correu electrònic, programes per la creació de weblogs o programes de reproducció multimèdia. Aparells com ara telèfons mòbils o Tivo aparells per gravar poden incorporar XML agregadors.
Els continguts sindicats i l'agregador poden recuperar i interpretar és usualment canviat per RSS o bé per un altre tipus de dades de la família XML, com ara RDF o Atom.

## Núvols ("clouds")
Alguns nous agregadors tenen la possibilitat de poder registrar (núvols), serveis que poden monitorar i reproduir molts continguts sindicats en línia. Un agregador que usa núvols rebrà notificacions per part del servidor núvol només quan hi ha continguts que s'han actualitzat, això elimina la tasca d'entrar per fer una revisió de les actualitzacions. Aquesta nova oferta permetrà una major eficiència de l'amplada de banda. Fins ara el concepte de núvol que va ser introduït en el 2000, l'han implementat moltes fonts de contingut.

## Tipus d'agregadors

### Desktop
L'agregador "desktop" és un programari que està dedicat a les tasques de control de les subscripcions, monitoritzant i sindicant continguts per a l'usuari. Alguns dels agregadors mostren el contingut en una finestra o mostren els continguts d'una manera molt semblant a un programa de correu electrònic.
Altres agregadors d'escriptori tenen un navegador incorporat que mostra la informació com a navegadors web estàndard, però s'executen en un sistema local i administrat per l'usuari. La interfície ha d'estar en un servidor HTTP, que pot ser accedit des de qualsevol lloc un cop l'usuari ha configurat la xarxa.
Algunes aplicacions "desktop" poden tenir les funcionalitats d'agregador a més a més de la seva funció primària, com ara els navegadors web, clients de correu electrònic, reproductors de música o editors de weblog.

### Basats en el web
Un agregador en línia és un servei dels webs que ofereixen funcionalitats a l'agregador, estan hostatjats normalment per un proveïdor o un portal d'internet. Els "feeds" es revisen per si hi ha noves versions mitjançant el servei. Això permet reduir l'amplada de banda (BW) que diversos agregadors "desktop" consumirien si ho fessin d'una manera individualitzada. Com que estan hostatjats, els agregadors en línia estan accessibles des de qualsevol lloc, però només són fiables des del mateix proveïdor de serveis. Aquests agregadors poden ser de codi lliure o bé pertànyer a entitats comercials. Agregadors basats en el web poden ser els blocs que estan relacionats en alguns projectes o grups coneguts com a "planetes".

### Aplicacions mòbils
Cada vegada hi ha més agregadors que són aplicacions per a mòbil.

### Llista d'agregadors
Vegeu la Llista d'agregadors de canals.